# Академическая гребля на летних Олимпийских играх 1984 — двойки (мужчины)
Соревнования среди двоек распашных без рулевого по академической гребле среди мужчин на летних Олимпийских играх 1984 года прошли с 31 июля по 5 августа на искусственном озере Каситас, расположенного в округе Вентура, штат Калифорния. В соревновании приняли участие 28 спортсменов из 14 стран. Из-за бойкота Олимпийских игр в соревнованиях не принимали участие представители социалистических стран.
Победители предыдущих двух Олимпийских игр восточногерманские гребцы Бернд и Йорг Ландфойгты завершили спортивную карьеру после Игр в Москве, а действующие чемпионы мира из ГДР Карл Эртель и Ульф Зауэрбрей не выступили в Лос-Анджелесе из-за бойкота.
По итогам соревнований олимпийскими чемпионами стали румынские гребцы Петру Йосуб и Валер Тома, завоевавшие для страны первое золото в двойках распашных без рулевого. Серебряные медали завоевали гребцы из Испании Фернандо Климент иЛуис Ласуртеги. Эта медаль стала первой и единственной (до начала Игр 2020 года) в истории участия испанских гребцов в олимпийских соревнованиях по академической гребле. Бронза досталась представителям Норвегии чемпионам мира 1982 года Хансу Магнусу Грепперуду и Сверре Лёкену.

## Призёры
| Золото                             | Серебро                                     | Бронза                                          |
| Румыния · Петру Йосуб · Валер Тома | Испания · Фернандо Климент · Луис Ласуртеги | Норвегия · Ханс Магнус Грепперуд · Сверре Лёкен |

## Рекорды
До начала летних Олимпийских игр 1984 года лучшее олимпийское время было следующим:
| Лучшее олимпийское время | Спортсмены                             | Время    | Место    | Дата         |
| ------------------------ | -------------------------------------- | -------- | -------- | ------------ |
| Лучшее олимпийское время | ГДР · Йорг Ландфойгт · Бернд Ландфойгт | 06:33,02 | Монреаль | 23 июля 1976 |

По итогам соревнований ни один из экипажей не смог превзойти данный результат.

## Расписание
| Дата      | Раунд                  |
| --------- | ---------------------- |
| 31 июля   | Предварительные заезды |
| 1 августа | Отборочные заезды      |
| 2 августа | Полуфиналы             |
| 3 августа | Финал B                |
| 5 августа | Финал A                |

## Результаты

### Предварительный этап
Первые три места из каждого заезда проходит в полуфинал соревнований. Все остальные спортсмены попадали в утешительные заезды, где были разыграны ещё три полуфинальных места.

#### Заезд 1
| Место | Спортсмены                      | Страна     | Время   | Отставание | Примечания |
| ----- | ------------------------------- | ---------- | ------- | ---------- | ---------- |
| 1     | Аксель Вёстман Томас Мёлленкамп | ФРГ        | 6:53,83 | +0,00      | SF         |
| 2     | Фернандо Климент Луис Ласуртеги | Испания    | 6:54,34 | +0,51      | SF         |
| 3     | Йоост Адема Шурд Хукстра        | Нидерланды | 7:01,47 | +7,64      | SF         |
| 4     | Джон Хулдинг Джим Релле         | Канада     | 7:07,70 | +13,87     | R          |
| 5     | Роберт Бут Джим Страйд          | Австралия  | 7:23,71 | +29,88     | R          |

#### Заезд 2
| Место | Спортсмены                         | Страна    | Время   | Отставание | Примечания |
| ----- | ---------------------------------- | --------- | ------- | ---------- | ---------- |
| 1     | Ханс Магнус Грепперуд Сверре Лёкен | Норвегия  | 6:56,29 | +0,00      | SF         |
| 2     | Петру Йосуб Валер Тома             | Румыния   | 6:56,60 | +0,31      | SF         |
| 3     | Дейв Де Рафф Джон Стротбек         | США       | 7:00,34 | +4,05      | SF         |
| 4     | Рубен Д’Андрилли Клаудио Гиндон    | Аргентина | 7:00,87 | +4,58      | R          |
| 5     | Альфред Фишер Маркус Векслер       | Швейцария | 7:03,28 | +6,99      | R          |

#### Заезд 3
| Место | Спортсмены                              | Страна         | Время   | Отставание | Примечания |
| ----- | --------------------------------------- | -------------- | ------- | ---------- | ---------- |
| 1     | Марко Романо Паскуале Айезе             | Италия         | 7:03,06 | +0,00      | SF         |
| 2     | Джефф Хоран Аллан Хоран                 | Новая Зеландия | 7:05,44 | +2,38      | SF         |
| 3     | Джон Битти Ричард Стенхоуп              | Великобритания | 7:16,39 | +13,33     | SF         |
| 4     | Рикардо де Карвальо Роналдо де Карвальо | Бразилия       | 7:32,69 | +29,63     | R          |

### Отборочный этап
Первые три экипажа проходят в полуфинал соревнований. Остальные сборные выбывают из борьбы за медали.
| Место | Спортсмены                              | Страна    | Время   | Отставание | Примечания |
| ----- | --------------------------------------- | --------- | ------- | ---------- | ---------- |
| 1     | Маркус Векслер Альфред Фишер            | Швейцария | 7:02,94 | +0,00      | SF         |
| 2     | Рубен Д’Андрилли Клаудио Гиндон         | Аргентина | 7:04,33 | +1,39      | SF         |
| 3     | Рикардо де Карвальо Роналдо де Карвальо | Бразилия  | 7:05,24 | +2,30      | SF         |
| 4     | Джон Хулдинг Джим Релле                 | Канада    | 7:09,92 | +6,98      |            |
| 5     | Роберт Бут Джим Страйд                  | Австралия | 7:10,12 | +7,18      |            |

### Полуфиналы
Первые три экипажа из каждого заезда проходили в финал соревнований. Все остальные спортсмены попадали в финал B, где разыгрывали места с 7-го по 12-е.

#### Заезд 1
| Место | Спортсмены                              | Страна         | Время   | Отставание | Примечания |
| ----- | --------------------------------------- | -------------- | ------- | ---------- | ---------- |
| 1     | Ханс Магнус Грепперуд Сверре Лёкен      | Норвегия       | 6:53,52 | +0,00      | FA         |
| 2     | Аксель Вёстман Томас Мёлленкамп         | ФРГ            | 6:57,14 | +3,62      | FA         |
| 3     | Дейв Де Рафф Джон Стротбек              | США            | 6:59,10 | +5,58      | FA         |
| 4     | Джефф Хоран Аллан Хоран                 | Новая Зеландия | 7:02,89 | +9,37      | FB         |
| 5     | Йоост Адема Шурд Хукстра                | Нидерланды     | 7:04,61 | +11,09     | FB         |
| 6     | Рикардо де Карвальо Роналдо де Карвальо | Бразилия       | 7:05,92 | +12,40     | FB         |

#### Заезд 2
| Место | Спортсмены                      | Страна         | Время   | Отставание | Примечания |
| ----- | ------------------------------- | -------------- | ------- | ---------- | ---------- |
| 1     | Петру Йосуб Валер Тома          | Румыния        | 6:53,23 | +0,00      | FA         |
| 2     | Фернандо Климент Луис Ласуртеги | Испания        | 6:53,58 | +0,35      | FA         |
| 3     | Марко Романо Паскуале Айезе     | Италия         | 6:58,38 | +5,15      | FA         |
| 4     | Маркус Векслер Альфред Фишер    | Швейцария      | 7:05,81 | +12,58     | FB         |
| 5     | Рубен Д’Андрилли Клаудио Гиндон | Аргентина      | 7:08,35 | +15,12     | FB         |
| 6     | Джон Битти Ричард Стенхоуп      | Великобритания | 7:09,17 | +15,94     | FB         |

### Финалы

#### Финал B
| Место | Спортсмен                               | Страна         | Время   | Отставание | Итоговое место |
| ----- | --------------------------------------- | -------------- | ------- | ---------- | -------------- |
| 1     | Йоост Адема Шурд Хукстра                | Нидерланды     | 7:02,62 | +0,00      | 7              |
| 2     | Рикардо де Карвальо Роналдо де Карвальо | Бразилия       | 7:03,97 | +1,35      | 8              |
| 3     | Джефф Хоран Аллан Хоран                 | Новая Зеландия | 7:04,00 | +1,38      | 9              |
| 4     | Рубен Д’Андрилли Клаудио Гиндон         | Аргентина      | 7:05,01 | +1,39      | 10             |
| 5     | Маркус Векслер Альфред Фишер            | Швейцария      | 7:07,00 | +4,38      | 11             |
| 6     | Джон Битти Ричард Стенхоуп              | Великобритания | 7:08,07 | +5,45      | 12             |

#### Финал A
В отсутствие главных фаворитов олимпийского турнира из ГДР и СССР одними из главных претендентов на медали считались гребцы из Норвегии Ханс Магнус Грепперуд и Сверре Лёкен, которые в 1982 году стали чемпионами мира, став первыми за последние 20 лет гребцами, кому удалось прервать гегемонию советских и восточногерманских гребцов в соревнованиях двоек распашных.
В финальном заплыве лучший результат показала румынская двойка Петру Йосуб и Валер Тома, которые смогли создать по ходу дистанции большой отрыв от своих конкурентов. Вторыми также с приличным отрывом финишировали испанские гребцы Фернандо Климент и Луис Ласуртеги, а норвежский экипаж смог выиграть финишный спурт и занял третье место.
| Место | Спортсмен                          | Страна   | Время   | Отставание |
| ----- | ---------------------------------- | -------- | ------- | ---------- |
| 1     | Петру Йосуб Валер Тома             | Румыния  | 6:45,39 | +0,00      |
| 2     | Фернандо Климент Луис Ласуртеги    | Испания  | 6:48,87 | +3,48      |
| 3     | Ханс Магнус Грепперуд Сверре Лёкен | Норвегия | 6:51,81 | +6,42      |
| 4     | Аксель Вёстман Томас Мёлленкамп    | ФРГ      | 6:52,53 | +7,14      |
| 5     | Марко Романо Паскуале Айезе        | Италия   | 6:55,88 | +10,49     |
| 6     | Дейв Де Рафф Джон Стротбек         | США      | 6:58,46 | +13,07     |